# Hamelin Coquina

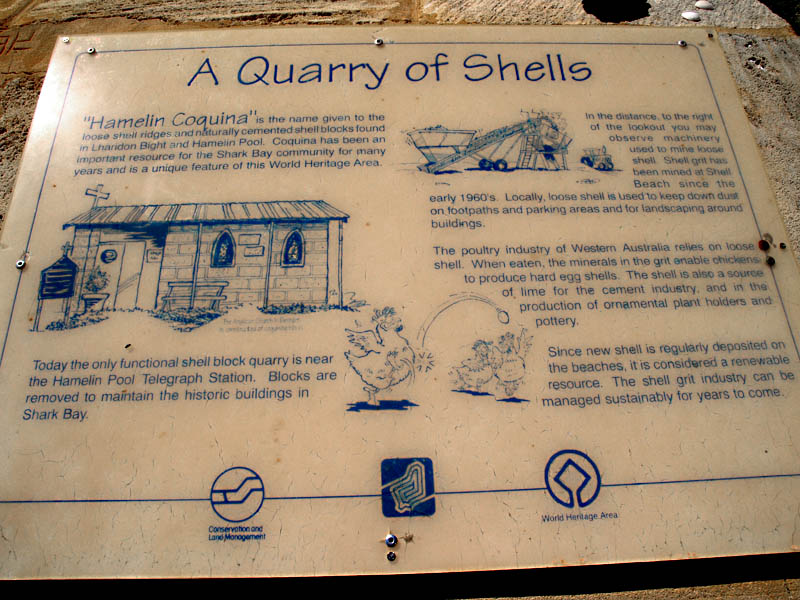
Hamelin Coquina

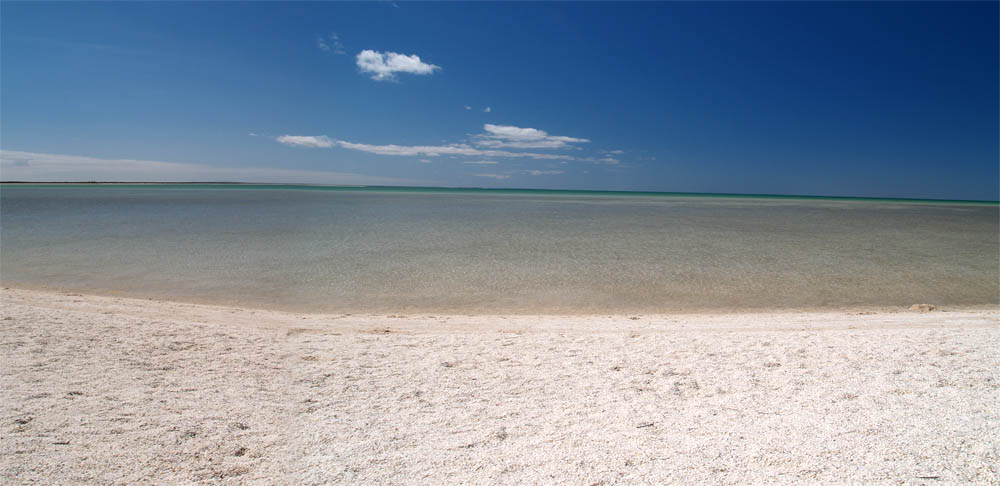
Hamelin Coquina

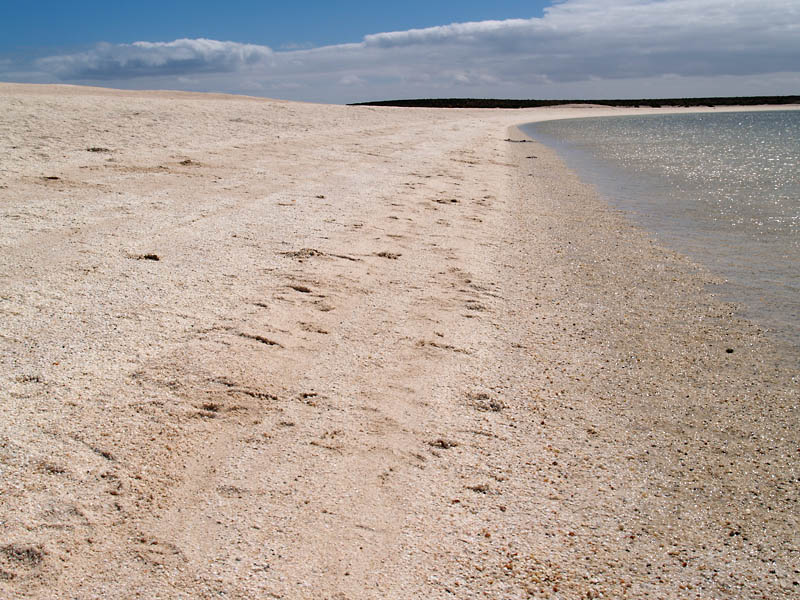
Hamelin Coquina

Hamelin Coquina – plaża w Zachodniej Australii nad Zatoką Rekina (Shark Bay). Unikatowa plaża, gdzie podłożem są miliardy muszelek skorupiaków. W przeszłości materiał ten był eksploatowany do celów budowlanych. Obecnie rezerwat.